# اولی لومل
اولی لومل (آلمانی: Ulli Lommel؛ ۲۱ دسامبر ۱۹۴۴ – ۲ دسامبر ۲۰۱۷) یک هنرپیشه، کارگردان فیلم اهل آلمان بود.
وی بین سال‌های ۱۹۶۳ تا ۲۰۱۷ میلادی فعالیت می‌کرد و به سبب همکاری‌هایش با راینر ورنر فاسبیندر و ارتباطش با جنبش سینمای نوین آلمان شهرت داشت. او مدتی را نیز در کارخانه گذراند و همکاری‌های خلاقانه‌ای با اندی وارهول داشت.
وی در دوران نوجوانی و هنگامی که ساکن باد نواهایم بود، با الویس پرسلی اجراهایی داشت.
از فیلم‌ها یا برنامه‌های تلویزیونی که وی در آن نقش داشته‌است، می‌توان به ارتباط ایتالیایی، سرباز آمریکایی، افی بریست، عشق از مرگ سردتر است، سرزمین زامبی، کلاغ سیاه، آرامگاه و رولت چینی اشاره کرد.